# Ernest Designolle
Ernest Designolle, né à Beauvoir (Yonne) le 23 juillet 1850 et mort à Bléneau le 23 avril 1941, est un peintre et aquarelliste français.

## Biographie
Essentiellement paysagiste, élève d'Henri Harpignies, de William Bouguereau et de Pierre Vignal, il expose au Salon des artistes français dès 1887 et en devient sociétaire en 1906.